# ZERO-A
株式会社ZERO-A（ゼロエー）は、アニメ・声優ビジネスを手掛ける日本のレコード会社。現在レーベル事業休止中。

## 歴史
ユニバーサル ミュージック グループの日本法人であるユニバーサル ミュージック合同会社は、2012年4月から放送されたテレビアニメ『戦国コレクション』で本格的にアニメ事業へ参入した。当初は同社のアイドル・アニメ部門「DD Project」が製作を担当していたが、同年12月1日にアニメ部門を「ZERO-A」レーベルとして独立させた。
2014年2月5日、ユニバーサル ミュージックとエムティーアイの共同出資により株式会社ZERO-Aが設立され、第1弾作品としてpetit miladyの2ndシングル「azurite」が発売された。
2015年9月30日、姉妹レーベル「zero-A PLUS」が設立され、第1弾アーティストとして早乃香織がメジャーデビュー。
2016年8月24日、テイチクエンタテインメントとの共同レーベル「ロッカンミュージック」が設立され、第1弾アーティストとしてPyxisがメジャーデビュー。
2017年10月31日、エムティーアイが株式を手放しZERO-Aとの資本関係がなくなる。
2019年3月3日、同年3月31日付でレーベルとしての活動を休止することを発表し、公式ホームページも閉鎖した。

## 過去の所属アーティスト
ユニバーサルミュージック ZERO-A
- カンノユキ
- Sweety
- MaxBoys

ZERO-A
- 長妻樹里
- ハート♡インベーダー
- petit milady

zero-A PLUS
- 早乃香織

ZERO-A×日本コロムビア
- 内田彩
- 花江夏樹
- 山崎エリイ

ZERO-A×ロッカンミュージック
- 立花理香
- Pyxis
- BB-voice

## アニメ作品
☆は映像ソフト制作を担当。
- 戦国コレクション（2012年）☆
- 絶対防衛レヴィアタン（2013年）
- 君のいる町（2013年）
- とある飛空士への恋歌（2014年）
- 六畳間の侵略者!?（2014年）
- 聖剣使いの禁呪詠唱（2015年）
- 温泉幼精ハコネちゃん（2015年）
- パンでPeace!（2016年）
- お前はまだグンマを知らない（2018年）
- 百錬の覇王と聖約の戦乙女（2018年）☆
- 五等分の花嫁（2019年）
- うちの娘の為ならば、俺はもしかしたら魔王も倒せるかもしれない。（2019年）

## ラジオ
- メゾン・ド・イーコエ